# Lindenhofstraße

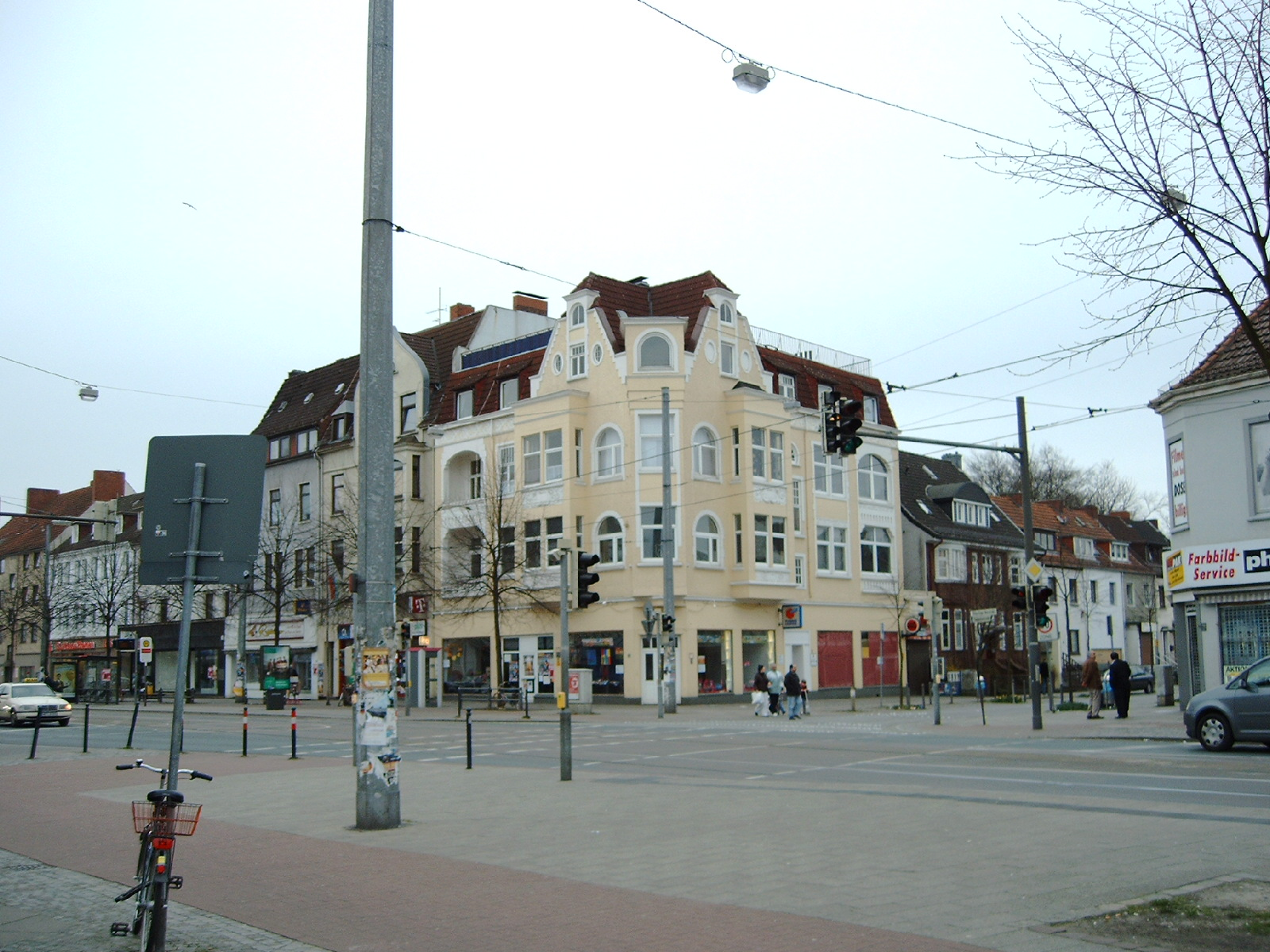
Ecke Lindenhofstraße Gröpelinger Heerstraße

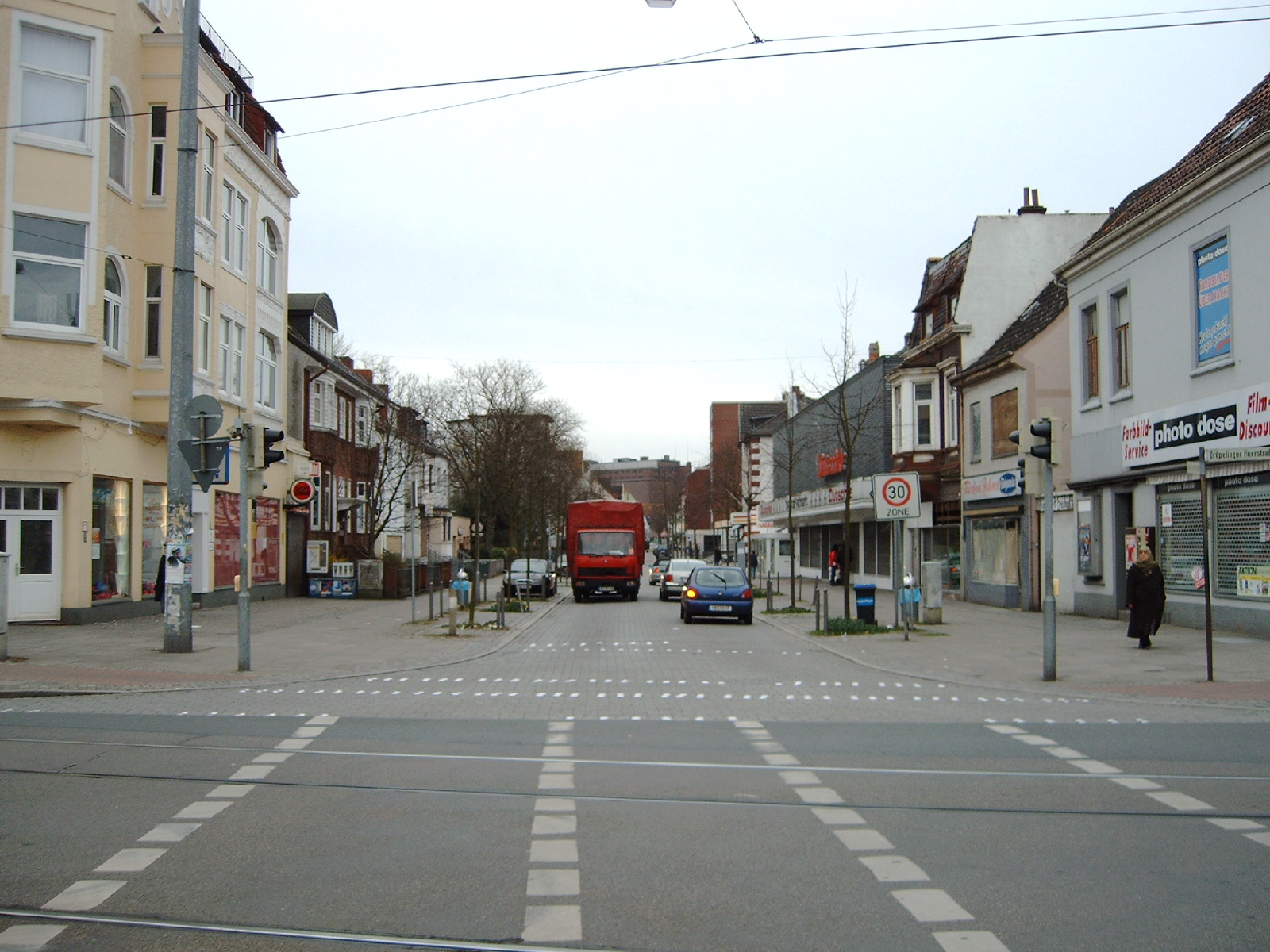
Blick in die Straße vor dem Bau des Lindenhofcenters

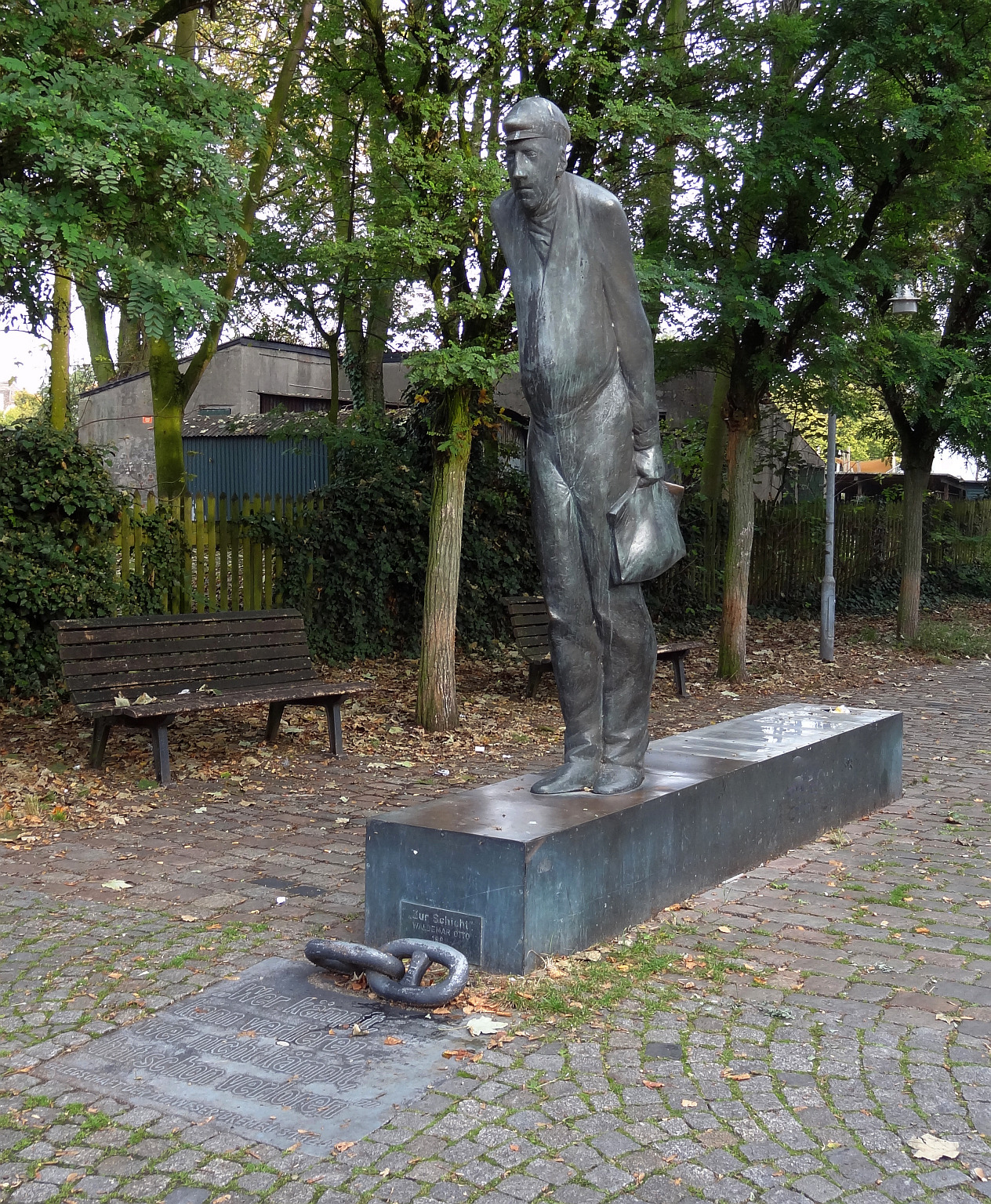
Skulptur Zur Schicht

Die Lindenhofstraße ist eine zentrale Haupt-, Einkaufs- und Erschließungsstraße in Bremen, Stadtteil Gröpelingen, Ortsteil Lindenhof. Sie führt in Ost-West-Richtung von der Gröpelinger Heerstraße bis zur Ortstraße und Richtung Stapelfeldtstraße / Häfen.
Die Querstraßen und Anschlussstraßen wurden benannt u. a. als Gröpelinger Heerstraße nach dem Stadtteil, Dockstraße nach dem Dock der AG Weser, Stettiner Straße nach der Stadt im Pommern, Pastorenweg nach dem Weg der Pastoren zur im Kirchenkreis zuständigen Waller Kirche, Heinz-de-Vries-Weg 2006 nach dem Kommunisten, Bürgeraktionär und Beiratsmitglied (1923–1997), Bautzener Straße nach der ostsächsischen Stadt und Ortstraße nach der Flurbezeichnung Orts Feld; ansonsten siehe beim Link zu den Straßen.

## Geschichte

### Name
Die Lindenhofstraße wurde nach dem alten Ortsteil benannt und dieser nach dem Gut Lindenhof. Die Dorfstraße hatte vor der Eingemeindung von 1902 keine Straßennamen und die Hausnummern galten für das ganze Dorf.

### Entwicklung
Im Dorf gab es vor 1900 die gepflasterte Dorfstraße und sandige Feldwege. Das sechs Hektar große Meyer’sche Landgut (früher Nr. 147) gehörte dem Tabakkaufmann Eberhard Tölken, der 1888 den Landschaftspark mit Herrenhaus nach Plänen von Wilhelm Benque gestaltete. Von 1890 bis 1900 war der Baumwollkaufmann Eduard Meyer Eigentümer des Gutes und er benannte ihn Lindenhof. 1893 entstand das Wirtshaus Breuer Reisende; heute steht hier das Lindenhof-Center. Am Anfang der Straße (früher Nr. 148) stand die Kinderbewahranstalt Johannisstift von Pastor Dietr. Koch.
Der Ausbau der Häfen und der Standort der Werft AG Weser wandelte den Ort umfassend. 1905 kauften Bauunternehmer das Gut Lindenhof, legten Straßen an und bebauten es seit 1906. Das Lindenhof-Viertel wurde nun ein typisches Arbeiterviertel für die Beschäftigten. Sielers Ballhaus war von um 1900 bis 1933 ein sehr wichtiger kultureller Treffpunkt und von 1945 bis 1956 das Robert-Stamm-Haus der KPD in Bremen. Im Zweiten Weltkrieg fanden in Gröpelingen große Zerstörungen statt. Heute (2019) hat der Ortsteil rund 8000 Einwohner. Durch den Zuzug von Gastarbeitern und anderen Einwanderern seit den 1960er Jahren hat er sich zu einem multikulturellen Ortsteil entwickelt. Die Schließung der AG Weser von 1983 war ein einschneidendes Ereignis. Seit Beginn des 21. Jahrhunderts wird der Ortsteil auch von Studenten und Künstlern als Wohnort bevorzugt.

Seit 2007 findet mit den Feuerspuren ein internationales Erzählfest in der Lindenhofstraße statt, das jährlich mehrere Tausend Besucher zählt. 2008 wurde das Lindenhofcenter gebaut.

### Verkehr
Im Bremer Westen wurde 1921 oder 1924 die Linie 3 bis zur AG Weser (heute: Haltestelle Use Akschen) verlängert und 1945/49 bis zur heutigen Endstation Debstedter Straße/Depot. Die Straßenbahnlinie 11 verkehrte von 1926 bis 1970 vom Gröpelingen (AG Weser und ab 1945/49 Depot) zur Norddeutschen Hütte (Klöckner-Werke). Seit 1926 gibt es auch den Betriebshof Gröpelingen (Depot), der seitdem westliche Endstation für die Linie 2 ist. Die Linie 10 wurde vom Waller Bahnhof nach und durch Gröpelingen verlängert.
Die Straßenbahn Bremen tangiert mit den Linien 2 (Gröpelingen – Sebaldsbrück) und 10 (Gröpelingen – Hauptbahnhof – Sebaldsbrück) die Straße.
Im Nahverkehr in Bremen tangieren die Buslinien 660 (Bremen Hbf – Hagen) und 680 (Bremen – Wallhöfen) die Straße.

## Gebäude und Anlagen
An der Straße stehen überwiegend zwei- bis viergeschossige Gebäude.
Erwähnenswerte Gebäude und Anlagen
- Nr. 1: 2-gesch. Einkaufszentrum mit 4-gesch. Eckgebäude von 2008 als Lindenhofcenter mit 11.000 m² Nutzfläche für u. a. Läden, Apotheke, Café etc. sowie Parkdeck
  - mit integriertem 2-gesch. Altbau (Ballhaus) von um 1900 mit 3-gesch. Giebelrisalit. Sielers Ballhaus war bis 1933 ein sehr wichtiger kultureller Treffpunkt, das 1939 von der Kriegsmarine gekauft wurde. 1945 gaben die US-Amerikaner das Haus an eine Gruppe ehemaliger KZ-Häftlinge (u. a. Willy Hundertmark, Maria Krüger, Hermann Prüser und Willy Meyer-Buer, alle KPD), die das Haus zu Ehren eines kommunistischen Widerstandskämpfers Robert-Stamm-Haus nannten. Nach dem Parteiverbot der KPD wurde auch dieses Haus entschädigungslos enteignet.
- Gröpelinger Heerstraße 198 Ecke Lindenhofstraße: 3-gesch. Wohn- und Geschäftshaus von um 1900
- Grünzug Dockstraße
- Nr. 10b: 1-gesch. Wohnhaus von um 1900 mit neoklassizistischer Fassade und Krüppelwalm
- Nr. 16: 5-gesch. neueres verputztes Wohn- und Geschäftshaus als Eckhaus mit Staffelgeschoss
- Nr. 18: Evangelische Kirchgemeinde Gröpelingen und Oslebshausen mit der
  - Andreaskirche von 1950 in Gröpelingen, Danziger Straße 20
- Nr. 20 a bis d: Drei 3-gesch. Wohn- und Geschäftshäuser von um 1910 als Giebelhäuser
- Nr.  33–35: Mevlana Moschee
- Nr. 42: 4-gesch. Wohn-, Büro- und Geschäftshaus von um 1910
- Nr. 45: 1-gesch. umgebautes Bauernhaus mit Krüppelwalmdach
- Nr. 49: 4-gesch. Wohnhaus
- Nr. 53: 2-gesch. Neubau der Stadtbibliothek West der Stadtbibliothek Bremen

### Kunstobjekte

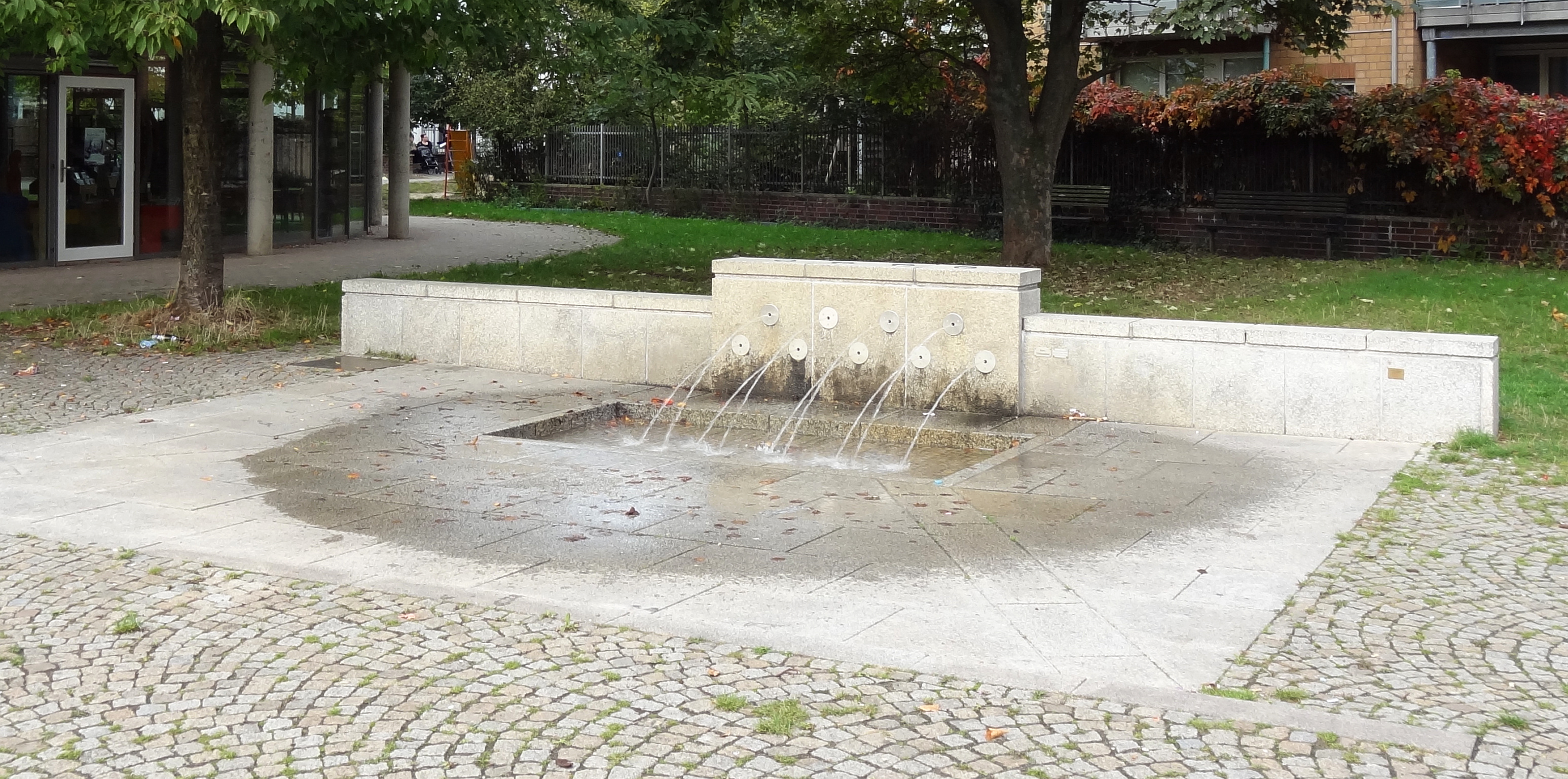
Gesundbrunnen

- Lindenhofstraße Ecke Dockstraße: Die bronzene Skulptur Zur Schicht von 1983 stammt vom Bildhauer Waldemar Otto. Die schmale Figur erinnert an das Arbeitsleben sowie die politischen Kämpfe und Werftbesetzung der ehemaligen Werftarbeiter der AG Weser.[2]
- Auf dem Bibliotheksplatz: Gesundbrunnen von 2002 aus Betonwerkstein und Edelstahl; Anlass: Bau der Bibliothek, gestiftet von privaten Sponsoren

### Gröpelinger Bibliotheksplatz
Der Gröpelinger Bibliotheksplatz an der Lindenstraße ist der Vorplatz der Stadtbibliothek West. Der markante ovale Baukörper von 1999 prägt den mit Mosaiksteinen gepflasterten Platz mit einem Wegeband, dem Gesundbrunnen und einer dekorativen Kugel.